# 科马雷斯
科马雷斯，是西班牙安达卢西亚自治区马拉加省的一个市镇。 总面积26平方公里，总人口1336人（2001年），人口密度51人/平方公里。